# Brazos River
Brazos River kaldtes oprindelig Rio de los Brazos de Dios af spanske conquistadorer, og den er den 11. længste flod i USA. Den er 1.352 km lang, men med kildefloden Blackwater Draw i Curry County i New Mexico er den 2.060 km lang 
til udmundningen i den Mexicanske Golf. Afvandingsområdeet dækker et areal på 116.000 km² Floden løber i sydøstlig retning gennem Texas.